# كريستا ألين
كريستا ألين (بالإنجليزية: Krista Allen) مواليد 5 أبريل 1971 في كاليفورنيا، الولايات المتحدة، هي ممثلة أمريكية بدأت مسيرتها الفنية عام 1994.

## حياته
ولدت كريستا في فينتورا، كاليفورنيا. لدى كريستا أخ أكبر منها سنا .نشات كريستا في هيوستن وانتقلت إلى أوستين .درست كريستا في كلية المجتمع وتخصصت في مجال التعليم وانتقلت إلى كاليفورنيا وهناك بدءت مهنة التمثيل. ولا ننسى أيضاً أنّ كريستا حاصلةٌ على رخصة تدريب يوغا

## وصلات خارجية
- كريستا ألين على موقع IMDb (الإنجليزية)
- كريستا ألين على موقع روتن توميتوز (الإنجليزية)
- كريستا ألين على موقع ألو سيني (الفرنسية)
- كريستا ألين على موقع أول موفي (الإنجليزية)
- كريستا ألين على موقع قاعدة بيانات الأفلام السويدية (السويدية)
- كريستا ألين على موقع إن إن دي بي (الإنجليزية)
- كريستا ألين على موقع ديسكوغز (الإنجليزية)
- كريستا ألين على موقع قاعدة بيانات الفيلم (الإنجليزية)
- كريستا ألين على موقع كينوبويسك (الروسية)
- الموقع الإلكتروني